# 川島和津実
川島 和津実（かわしま あづみ、1979年8月8日 - ）は、日本の元AV女優。
東京都出身。ファクチャライズ・エンターティメント所属。趣味は散歩。

## 略歴・人物
1998年に『約束』でデビュー。デビュー作の宣伝ポスターでは、AV女優としては珍しく、まったくヌードを見せていなかった。たわわな胸となめらかな肌の持ち主である。清楚な美貌とスタイルで人気を博したが、1999年に引退。活動期間は1年であるが、引退後も根強いファンがおり、2001年4月に発売されたザ・ベスト誌の「あのAV女優は今」という特集では最も大きく特集された。
2009年4月、XCITYのシャイニングメモリーズの懐かしのAV女優として取り上げられた。
アダルトビデオ30周年記念企画（AV30）として2012年1月5日から2月29日まで行われた人気投票で4位に選ばれている。
趣味:散歩
特技:水泳
性感帯:耳

## 作品

### アダルトビデオ（再発作品除く）
1998年
- 約束（12月18日、セクシア） - デビュー作

1999年
- naive[純真]（1月31日、シャイ企画）
- 抱きしめたい（2月26日、セクシア）
- 生粋（3月23日、シャイ企画）[8]
- Natural（4月30日、シャイ企画）
- ミルキー・ドール 美少女eros恋写館 58（5月10日、英知出版）＊イメージビデオ
- プリティワイフ 7（5月21日、トライハートコーポレーション/セクシア）
- Beppin School DX’99 川島和津実・伊集院さら 他（9月11日、英知出版）＊イメージビデオ

### アダルトビデオ（オムニバス作品、編集もの、BESTもの）
1999年
- 川島和津実 MEMORIES（6月18日、シャイ企画）
- Azu-mi-x（8月14日、トライハートコーポレーション/セクシア）
- シャイDX2000 女優編 川島和津実・木原愛美・桜咲れん・広末奈緒 他（10月8日、シャイ企画）
- 1999 SEXIAセレクション プリティワイフ（11月19日、トライハートコーポレーション/セクシア）
- セクシアコレクション1999 川島和津実・清水かおり・相原涼 他（12月10日、トライハートコーポレーション/セクシア）
- 究極生本番特別編集編集版（AVキング AK-04）

2000年
- ALL STARS エロティック・リップ・セレクト 川島和津実・倉持茜・水野はるき・つかもと友希 他（2月18日、トライハートコーポレーション/セクシア）
- 川島和津実 メモリーズ 1（3月24日、Allure AOD-006）＊デビュー作「約束」を収録、DVD化
- 川島和津実 Last Kiss（5月19日、トライハートコーポレーション）
- 10th.Anniversary THE SHY HISTORY M＆A 川島和津実・あいだもも（6月26日、シャイ企画）
- ボーダレスエンジェル 12人の天使たち 川島和津実・秋菜里子・可愛あずさ・白石ひとみ 他（9月15日、アトラス21）
- Azu−mi−x 2 川島和津実全仕事（9月22日、トライハートコーポレーション/セクシア）
- あづみ盤 川島和津実 総結集（11月1日、英知出版）
- SEXIAコレクション 川島和津実（12月14日、トライハートコーポレーション/セクシア）
- 11人のKiss!Kiss!Kiss!! 安里祐加・宮澤ゆうな・三田友穂・川島和津実 他（12月15日、VIP VIP-042）VHS

2001年
- Natural（1月26日、シャイ企画）＊DVD版
- FOREVER 川島和津実（3月23日、シャイ企画 FEDV-048）
- 川島和津実BOX DVD5万枚突破記念・限定版（5月25日、シャイ企画）
- プリティワイフ Re-mix 川島和津実・かとりこのみ・安里祐加・宮澤ゆうな 他（5月31日、トライハートコーポレーション/セクシア）

2002年
- 10000.00秒スペシャル 川島和津実・岡田りな・可愛みのり・小早川まりん 他（2月22日、シャイ企画）
- Remember Me 川島和津実（3月15日、アットワンコミュニケーション）
- return 川島和津実（5月17日 DVD、9月27日 VHS、シャイ企画）
- return 2 川島和津実（11月29日、シャイ企画）

2003年
- COMPLETE 川島和津実（7月10日、トライハートコーポレーション/セクシア）
- 記憶 川島和津実（7月19日、トライハートコーポレーション/セクシア）

2005年以降
- Sexiaコレクション 川島和津実（2005年12月23日、笠倉出版社）
- 大物女優 幻の復刻版 川島和津実（2007年2月13日、NEO ATLAS）
- 流出！AV女優過激映像集 3 川島和津実・奈々瀬あい・小沢菜穂（2007年10月19日、A-BOX）
- 11人のKiss!Kiss!Kiss!! 安里祐加・宮澤ゆうな・三田友穂・川島和津実 他（2007年10月24日、VIP）DVD版
- コミックまぁるまん 2008年9月号 特別付録DVD 川島和津美・藤谷しおり（2008年9月、ぶんか社）
- Legend Special 8 川島和津実（2009年1月30日、エー・エス・ジェイ）＊「生粋」「Natural」「return」を収録
- 復活! 川島和津実 Perfect BOX（2010年5月28日、笠倉出版社）

発売年不明
- SUPER DIRECT DX DISC.16（OUT OF TIME SDD-16）VHS

### Vシネマ
- 殉霊鬼（1999年8月3日、アートポート／アースライズ、監督：関顕嗣）…ヒロミ役[9]
※パッケージでは川島和津実と正しく書かれているが、エンドロールで川島和津美と誤記されている。

## 出版

### 写真集
- 川島和津実写真集 あづみ（1999年1月30日、撮影：水谷充、英知出版）
- 女性アイドル写真集 フォトアルバム 4 酒井若菜・優香・川島和津実・三津谷葉子 他 全53名（1999年2月25日、英知出版）
- あづみ2 SAYONARA（1999年7月15日、撮影：若杉ケンジ、英知出版）
- azumix 川島和津実・全仕事（2000年4月20日、撮影：ばくはつ五郎・若杉ケンジ・井上一真・斉木弘吉、英知出版）
- 流出!! 川島和津実 全記録（2000年11月30日、英知出版）
- 女性アイドル写真集 SWEET TRAP 葵みのり・森野いずみ・川島和津実・水野はるき 他（2000年12月15日、撮影：斉木弘吉、ケイエスエス）
- 女性アイドル写真集 ちんかめ 全写真 森下くるみ・水野はるき・川島和津実 他（2001年2月8日、撮影：内藤啓介、宝島社）
- 川島和津実 DVD写真集（2001年3月16日、シャイ企画 FEDV-24）
- 文庫サイズ写真集 ちんかめ 全写真 森下くるみ・水野はるき・川島和津実 他（2001年11月8日、撮影：内藤啓介、宝島社）＊文庫サイズ版
- 川島和津実 伝説の裸天使（2003年1月31日、撮影：菅野幸悦、徳間書店）
- 文庫サイズ写真集 なごぱら 言いたいことがたくさんあるの 川島和津実・安里祐加・くすのき琴美 他（2003年2月14日、撮影：斉木弘吉、竹書房）

### 雑誌
- Bejean 1998年7月号、1999年1月号、2月号、4月号、5月号、7月号、2000年1月号、2月号、5月号、6月号、2008年11月号（英知出版）
- Magazine Bang 1998年9月号、1999年2月号、6月号、8月号（マガジン・マガジン）
- ビデオボーイ 1998年9月号、10月号、12月号、1999年1月号、2月号、3月号、5月号、6月号、7月号、8月号、12月号、2000年2月号、7月号、9月号、12月号、2001年1月号（英知出版）
- LUCKY Crepu 1998年10月号、1999年2月号、5月号、12月号（バウハウス）
- LUCKY Crepu デラックス 1998年11月号（バウハウス）
- FRIDAY SPECIAL '98秋号（1998年11月2日）、1998年12月21日号（講談社）
- FRIDAY DYNAMITE 2003年8月4日号（講談社）
- FRIDAY 1998年12月04日号、1999年1月8日/15日号、6月25日号、7月30日号、2000年1月7日/14日号、4月14日号、10月27日号、7月30日号、2002年6月7日号
- URECCO 1998年11月号、1999年2月号、3月号、5月号、6月号、12月号、2000年4月号（ミリオン出版）
- スコラ 1999年1月7日号、2000年5月号（スコラ）
- PHOTO SHOT DX VOL.1（1999年1月20日、英知出版）
- デラべっぴん 1998年11月号、1999年1月号、3月号、4月号、6月号、12月号、2000年10月号、2001年2月号（英知出版）
- Beppin-School 1998年12月号、1999年1月号、7月号（英知出版）
- PHOTO SHOT Vol.32（1998年8月）Vol.33（10月）、Vol.35（1999年2月25日）、Vol.36（4月25日）、Vol.37（6月20日）、Vol.39（9月25日）Vol.42（2000年4月25日) (英知出版）
- 宝島 1998年7月22日号、1999年3月3日号、5月12日号、6月23日号、8月18日号（宝島社）
- 宝島GOLDEN 1999年6月号、10月号（宝島社）
- 宝島ファイヤー 2000年1月20日号（宝島社）
- 週刊プレイボーイ 1998年7月14日号、10月20日号、1999年4月6日号、11月16日号、2000年1月1･11日号、12月26･31日号、2002年10月22日号（集英社）
- EICHI Video Disk Vol.2 川島和津実-Milky Doll 1999年4月15日、Vol.6 Beppin Schoolデラックス'99 10月5日（英知出版）
- すッぴん 1999年2月号、3月号、6月号（英知出版）
- PG -Pink Gold- 1999 Summer vol.1（1999年9月5日）、vol.2（2000年）（サン出版）
- マルチボーイ Vol.6（1999年9月5日）、Vol.11（2001年1月15日）（メディアックス）
- FLASH EX　1999年6月25日号、7月30日号、9月10日号　（光文社）
- SUPER GALS NOW VOLUME.113（1999年10月1日、シュベール出版）
- 週刊ポスト 1998年12月25日号、1999年10月15日号、12月3日号、2000年4月21日号、10月6日号、2001年2月23日号（小学館）
- パイン（1999年11月10日、笠倉出版社）
- SHARK Vol.7（2000年5月12日）、Vol.8（7月20日、KKベストセラーズ）
- MPEG WORLD 2000年5月号（英知出版）
- オレンジ通信 2000年6月号（東京三世社）
- BODY POSTER ACTRESS 2000 グラビア＆AVアイドル17人の幻想コスプレヘアヌード大図鑑（2000年7月20日、英知出版）
- DVD情報magazine 黄金期を飾った伝説の名華たちがDVDで甦る!（2000年7月30日、大洋図書）
- ベストビデオ 2000年7月号（三和出版）
- VBアイドルMix ビデオボーイ熱血編集（2001年1月25日、英知出版）
- ザ・ベストMAGAZINE 1999年5月号、2000年2月号、4月号、2001年8月号、2003年3月号（KKベストセラーズ）
- ザ・ベストMAGAZINE ORIGINAL 1998年10月号、1999年7月号、2001年9月号、2002年7月号（KKベストセラーズ）
- ザ・ベストMAGAZINE SPECIAL 1998年10月号、12月号、1999年9月号（KKベストセラーズ）
- コミックまぁるまん 2008年9月号（ぶんか社）
- 復活!川島和津実 Perfect BOX 付録DVD付き (2010年5月28日、笠倉出版社)
- DD TOPPERS 1999年4月号（英知出版）
- GOKUH 1998年10月号、1999年2月号、2000年03月号（バウハウス）
- ヴァッカ！ 2000年6月号（バウハウス）
- Men's MASTER 1999年4月号、6月号、2000年1月号（ミリオン出版）
- ホリデイcomic 1999年8月号（ミリオン出版）
- ペントハウスSPECIAL 1998年8月15日号、1999年2月15日号（文化社）
- ペントハウスJAPAN 1999年4月号、5月号、2001年2月号（文化社）
- ワッフル 1999年3月号（文化社）
- みこすり半劇場巨乳ちゃん 1999年5月号（ぶんか社）
- DOPE 1999年4月号（KKベストセラーズ）
- More PAW 2000年6月号、2001年2月号（KKベストセラーズ）
- BOGIE 1999年6月号（KKベストセラーズ）
- magazine Wooooo! 1998年10月号、2000年4月号（マガジン・マガジン）
- Wooooo! コギャル隊　1999年1月号（マガジン・マガジン）
- Wooooo!B組 1999年2月号、9月号（マガジン・マガジン）
- Don't! 1998年9月号、1999年3月号、7月号（サン出版）
- アクション写真塾 2000年7月号、10月号、2001年9月号（サン出版）
- 写真ボーイ 1999年5月号（サン出版）
- アクションカメラ 1998年10月号（ワニマガジン社）
- GiriGiri 1999年2月号（ワニマガジン社）
- 女の子あ～したいこ～したい 1999年5月号（ワニマガジン社）
- Chuッ！スペシャル 1999年9月号（ワニマガジン社）
- エロトピア 1999年9月号（ワニマガジン社）
- カシャッ! 1999年6月号（竹書房）
- Dokiッ! 1999年5月号、2000年3月号（竹書房）
- Dokiッ!プリン 2002年6月9日号（竹書房）
- 特冊新撰組 1999年7月号（竹書房）
- 海賊 2003年1月号（竹書房）
- ACTRESS 1999年7月号（リイド社）
- CD-ROMアクトレス Vol.9（1999年）（リイド社）
- ビデ王 1999年5月号、6月号（笠倉出版社）
- ホットドッグプレス 1999年4月25日号、8月10日号、2000年1月10日号（講談社）
- 週刊現代 1998年8月1日号、1999年1月30日号、3月13日号、5月8・15日号、9月11日号、11月20日号、2000年2月12日号、11月4日号（講談社）
- 週刊アサヒ芸能 1999年9月23日号、2001年3月1号（徳間書店）
- 別冊アサヒ芸能 1999年11月号、2000年9月号（徳間書店）
- CD-ROMスコラGOLD Vol.6（1999年3月）（スコラ）
- CD-ROM fan 2000年8月号、2001年5月号（毎日コミュニケーションズ）
- smart 1998年12月14日号（宝島社）
- フォトテクニック 1999年5・6号（玄光社）